# Andrija Hebrang (politikus, 1946)
Andrija Hebrang (Belgrád, 1946. január 27.) horvát orvos és politikus. A Horvát Demokratikus Közösség (HDZ) tagja, volt horvát parlamenti képviselő. Három ciklusban Horvátország egészségügyi minisztereként (1990–1992, 1993–1998 és 2003–2005), és három hónapot honvédelmi miniszterként (1998. május–október) szolgált, hat különböző miniszterelnök irányítása alatt. Emellett pártja jelöltje volt a 2009–2010-es horvát elnökválasztáson, végül a harmadik helyen végzett Ivo Josipović és Milan Bandić mögött, az első fordulóban megszerezve a szavazatok 12 százalékát.

## Élete és pályafutása

### Származása
Andrija Hebrang a jugoszláviai Belgrádban (ma Szerbia fővárosa) született Andrija Hebrang prominens horvát-jugoszláv politikus és a jómódú pakráci zsidó családból származott Olga Strauss gyermekeként. Szülei gondoskodtak az oktatásáról, megtanult zongorázni, valamint franciául és németül. Hebrang apja csatlakozott a kommunista párthoz, és a partizánként harcolt a második világháborúban. Közeli barátja és tanácsadója lett Josip Broz Tito marsallnak, végül magas rangú kormánytag lett. Az 1940-es évek végén azonban kiesett a párt kegyéből, és a jugoszláv kormány hazaárulásért letartóztatta, majd eltűnt. Halálának időpontja és körülményei ismeretlenek, bár feltételezhető, hogy 1949 körül egy belgrádi börtönben hunyt el. Halálának körülményei máig tisztázatlanok, holttestét soha nem találták meg. Az usztasa horvát hatalom a Hebrang család 16 tagját ölte meg a holokauszt során, családjának további tíz tagját pedig a jugoszláv kommunista rezsim tette el láb alól. 

### Ifjúkora
A kisgyermek Andrija édesanyjával és testvéreivel 1948-ban házi őrizetbe került. Édesanyját, Olgát tizenkét évre börtönözték be, a gyerekeket pedig Ilona nagynénjükhöz szállították Zágrábba. Nagyon szegényesen éltek, mert Ilona férjét több évre a goli ottoki fogolytáborba zárták, és egyedül nevelte fel három kisgyermekét. Andrija tizenegy éves korában újra látta édesanyját, akit 1960-ban engedtek ki a börtönből. A család kénytelen volt vezetéknevét Markovacra változtatni, hogy Olga munkát találjon. A gimnázium befejezése után Andrija beiratkozott a Zágrábi Egyetem Orvostudományi Karára, ahol radiológiára és onkológiára szakosodva doktori címet szerzett, majd 1985-ben tanárként kezdett tanítani az egyetemen. Feleségül vette Danijela Vrhovskit, a Zágrábi Egyetemen végzett orvos biokémikust. Három gyermekük van.

### Politikai pályafutása
1990-ben az újonnan alakult Horvát Demokratikus Közösség tagja lett. 1990-től 1992-ig, majd 1993-tól 1998-ig az egészségügyi miniszter miniszter tisztségét töltötte be Stjepan Mesić, Josip Manolić és Franjo Gregurić, majd Nikica Valentić és Zlatko Mateša kormányában. A horvátországi háború alatt 1993-tól 1994-ig a fegyveres erők koordinátoraként dolgozott. Először 1993-ban, majd 1995-ben választották be a horvát parlamentbe.
Gojko Šušak védelmi miniszter 1998-as halála után ideiglenesen négy hónapra ő vette át a honvédelmi miniszteri posztot. Ezután kivonult a politikai életből. 2001-ben a Miroslav Tuđman vezette Horvát Igaz Újjászületés pártja tagjaként tért vissza, de a HDZ új vezetőjével, Ivo Sanaderrel folytatott tárgyalások után visszatért a Horvát Demokratikus Közösséghez. A HDZ 2003-as horvátországi parlamenti választáson aratott győzelme után 2003-tól 2005-ig a két alelnök egyikeként, valamint egészségügyi és szociális miniszterként került Sanader kormányába. 2005 februárjában egészségügyi okok miatt lemondott kormányzati pozícióiról, visszatért a parlamentbe képviselőnek. 2009 júliusában a HDZ a 2009–2010-es elnökválasztásra jelöltjévé választotta. Az első fordulóban tizenegy másik jelölttel versenyzett, és a szavazatok 12,04%-ával a harmadik helyet szerezte meg.

## Fordítás
Ez a szócikk részben vagy egészben  az   Andrija Hebrang című angol Wikipédia-szócikk ezen változatának fordításán alapul.  Az eredeti cikk szerkesztőit annak laptörténete sorolja fel. Ez a jelzés csupán a megfogalmazás eredetét és a szerzői jogokat jelzi, nem szolgál a cikkben szereplő információk forrásmegjelöléseként.